# كهف نيريو
كهف نيريو (بالإيطالية: Grotta di Nereo؛ الكاتالونية: Cova de Nereu) هو كهف بحري ضخم تحت الماء يقع في الشمال الغربي لجزيرة سردينيا في المرجان الريفيرا في ألغيرو، إيطاليا. تم إعطاء الاسم من قبل المكتشفين تكريما للشخصية الأسطورية نيريوس، الذي غالبا ما يوصف بأنه عجوز البحر، والد نيريد. يقع الموقع تحت منحدرات الحجر الجيري العالية في كابو كاتشيا، على بعد 100 متر شمال مغارة نبتون الشهيرة.

## ملخص
يعتبر الكهف أكبر كهف بحري في البحر الأبيض المتوسط. مع ما يقرب من 10 مداخل وأقواس وأنفاق، يمكن الغطس من 0 إلى 35 مترًا، عبر الأنفاق الطويلة والكبيرة، وغرف الهواء وطرق مختلفة. الجدران مغطاة بالمرجان الأحمر واللحمة الصفراء.
مع الرأس الآخر لبونتا جيليو وخليج بورتو كونتي، الكهف جزء من محمية بحرية تم إنشاؤها في عام 2003. نباتاته وحيواناته نموذجية من البحر الأبيض المتوسط بما في ذلك الهامور والكركند والقنجر وثعابين موراي وحياة القشريات المزدهرة.